# اسلوپ کلاس کانفلیکت
اسلوپ کلاس کانفلیکت (به انگلیسی: Conflict-class sloop) یک کلاس از کشتی است که طول آن ۱۹۲ فوت ۶ ۱⁄۲ اینچ (۵۸٫۷ متر) می‌باشد.